# Бюльбюль білоплечий
Бюльбю́ль білоплечий (Microtarsus melanoleucos) — вид горобцеподібних птахів родини бюльбюлевих (Pycnonotidae). Цей рідкісний і молодосліджений вид мешкає в Південно-Східній Азії. Це єдиний представник монотипового роду Білоплечий бюльбюль (Microtarsus).

## Поширення і екологія
Білоплечі бюльбюлі мешкають на Малайському півострові, на Суматрі, Калімантані та на сусідніх островах. Вони живуть у вологих рівнинних і гірських тропічних лісах, в заболочених лісах, в садах і на плантаціях. Зустрічаються на висоті до 1830 м над рівнем моря.

## Збереження
МСОП класифікує стан збереження цього виду як близький до загрозливого. Білоплечим бюльбюлям загрожує знищення природного середовища.